# Sotto le stelle di un film
Sotto le stelle di un film è un libro autobiografico del regista Pupi Avati.
È presente una sezione scritta dal fratello Antonio Avati.
Nel libro è presente all'inizio di quasi ogni paragrafo una breve citazione di alcuni film, ed inoltre, alla fine di due sezioni del libro, sono stampate alcune immagini prese dall'album di famiglia del regista e dai set dei suoi film.

## Edizioni
- Pupi Avati, Antonio Avati, Paolo Ghezzi, Sotto le stelle di un film, 1° ed, Trento, il margine, agosto 2008,  p. 172, ISBN 978-88-6089-034-4.